# Singularity University
Singularity University (скорочено SU) є приватною компанією, будучи одночасно університетом, мозковим центром та бізнес-інкубатором. Singularity University знаходиться в Кремнієвій долині, відповідно його девізом є «виховувати, надихати і розширяти можливості лідерів, застосовуючи експоненційні технології для вирішення великих проблем людства». Singularity University засновано в 2008 році.
Засновники: американський винахідник та футурист Реймонд Курцвейл та голова фонду X PRIZE Foundation Пітер Діамандіс, основоположник космічного туризму. Корпоративні засновники SU — NASA, Google, Cisco, Nokia, Autodesk, Genentech, Kauffman, ePlanet Capital.
2016 року відбулось відкриття філії Singularity University в Києві. SingularityU Kyiv Chapter відкрився у вересні 2016 року.

## Програми для навчання в компанії

### Global Solutions Program
Студенти, які навчаються по даній програмі, мають можливість вивчати нові технології. У 2012 р. програма нараховувала 80 студентів, середній вік яких був 30 років. Кожного року з більш ніж 3000 заяв тільки 80 студентів проходять відбір. 
У 2015 р. компанія Google погодилась надати $1,5 млн. на рік протягом двох років для того, щоб зробити програму навчання учасникам безкоштовною.

### Innovation Partnership Program
У 2013 р. Singularity University оголосив трирічне партнерство за назвою "Програма інноваційного партнерства" з Deloitte та XPRIZE. Програма складається з багаторічної серії подій, в яких керівники Fortune 500 співпрацюють із стартапами  та з масиву семінарів з краудсорсінгу, просування "експонентних" технологій і різних способів інновацій через заохочувальні змагання.